# Движение за справедливость и равенство
Движение за справедливость и равенство (ДСР) (англ. Justice and Equality Movement) — антиарабская исламистская повстанческая группировка в западном Судане. Первым её лидером был Халиль Ибрагим, представитель народа загава. После смерти Халиля 25 декабря 2011 года, лидером стал его брат — бывший университетский профессор экономики Джибриль Ибрагим.
В политическую повестку Движения входят такие идеи, как: масштабные конституционные реформы, включающие предоставление регионам большей власти, установление справедливости и предоставление базовых услуг каждому суданцу.

## Организация
Истоки движения восходят к рукописи «Чёрная книга: дисбаланс силы и власти в Судане», изданной в 2000 году, одним из авторов которой был Халиль Ибрагим. В книге был изложен тезис о том, что в Судане существует систематическое неравенство, и власть сосредоточена исключительно в руках арабов. ДСР выступало за то, чтобы диктатуру Омара аль-Башира и партии Национальный конгресс Судана, что находились у власти с 1996 до 2019 года, сменило демократическое государство, уважающее права различных этнических групп, женщин и молодёжи Судана. В 2013 году ДСР обязалось придерживаться этих принципов, подписав хартию с другими оппозиционными организациями.
Представители ДСР утверждают, что в его состав входит 35 тысяч человек из разных племён и этносов. По мнению критиков, это является серьёзным преувеличением, ведь большинство членов ДСР, включая его лидера, принадлежат к загава.
ДСР входит в состав Суданского революционного фронта (СРФ).

## Перемирие с правительством (август 2020)
31 августа 2020 года Движение за справедливость и равенство заключило перемирие с Переходным Правительством Судана, в результате чего движение стало принимать участие в переходе Судана к демократии ненасильственными методами. По условиям соглашения, члены ДСР получат три места в Суверенном совете Судана, в общей сложности пять мест в Переходном Кабинете Министров и четверть мест в Переходном Законодательном Совете.